# يانا بيلر
يانا فلاديميروفنا بيلر (بالروسية: Яна Владимировна Беллер) (ولدت في 27 أكتوبر 1990 في أومسك) عارضة أزياء ألمانية ولدت في الاتحاد السوفيتي، التي اشتهرت بفوزها في الدورة السادسة من ألمانيا نيكست توب موديل.